# Liste der Biografien/Tix
Liste der Biografien |
Portal Biografien |
Personensuche
# |
A |
B |
C |
D |
E |
F |
G |
H |
I |
J |
K |
L |
M |
N |
O |
P |
Q |
R |
S |
T |
U |
V |
W |
X |
Y |
Z |
?
 
Ta |
Tc |
Te |
Tf |
Tg |
Th |
Ti |
Tj |
Tk |
Tl |
Tm |
To |
Tq |
Tr |
Ts |
Tu |
Tv |
Tw |
Tx |
Ty |
Tz
 
Tia |
Tib |
Tic |
Tid |
Tie |
Tif |
Tig |
Tih |
Tii |
Tij |
Tik |
Til |
Tim |
Tin |
Tio |
Tip |
Tiq |
Tir |
Tis |
Tit |
Tiu |
Tiv |
Tiw |
Tix |
Tiy |
Tiz
Die Liste der Biografien führt alle Personen auf, die in der deutschsprachigen Wikipedia einen Artikel haben. Dieses ist eine Teilliste mit 9 Einträgen von Personen, deren Namen mit den Buchstaben „Tix“ beginnt.

## Tix
- Tix (* 1993), norwegischer Sänger, Musikproduzent und SongwriterTix (* 1993)

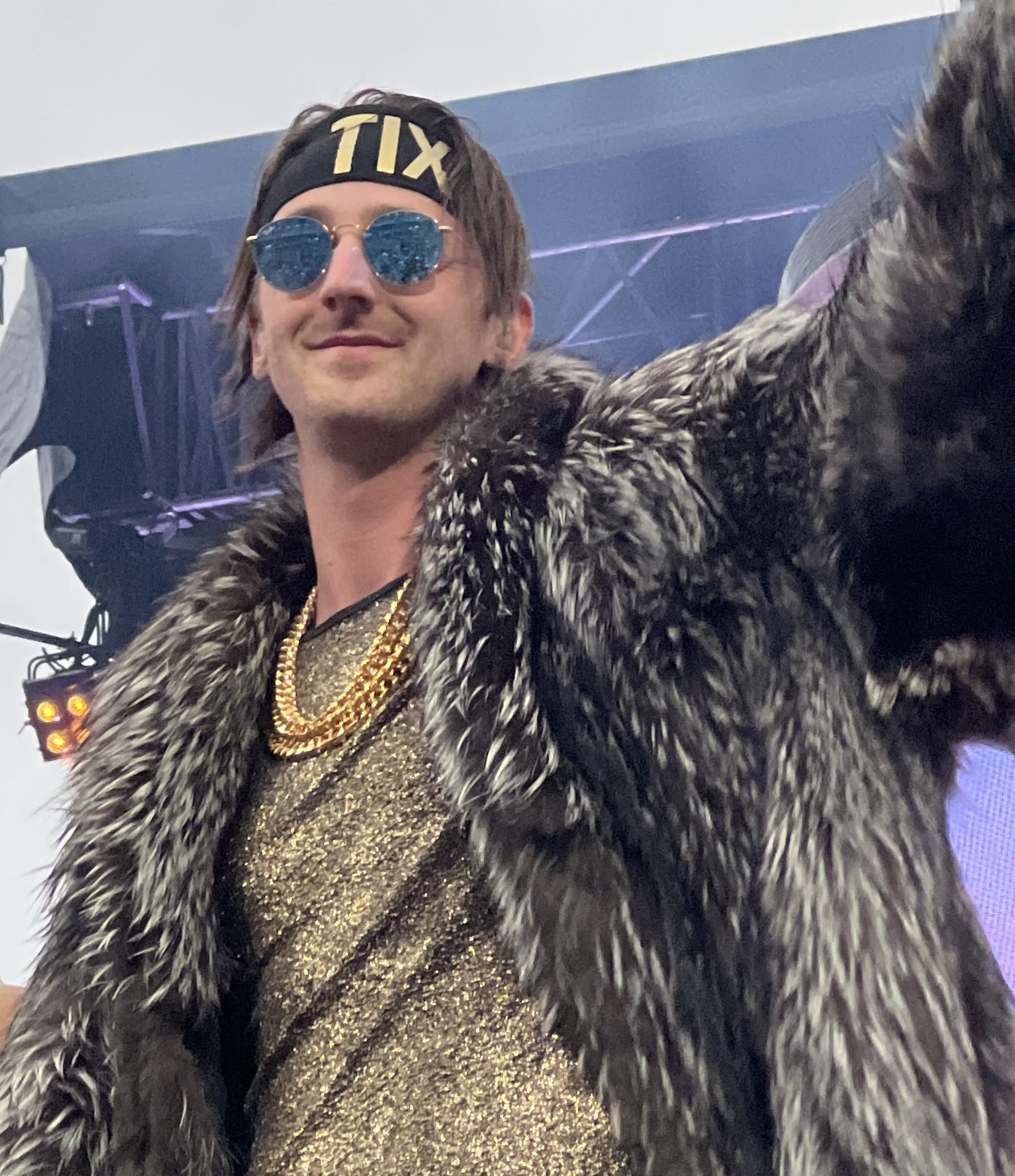
Tix (* 1993)

- Tix, Arthur (1897–1971), deutscher Industrieller und Ingenieur in der Montanindustrie

### Tixi
- Tixier, Adrien (1893–1946), französischer Politiker, Mitglied der Nationalversammlung und Minister
- Tixier, David (* 1989), französischer Jazzmusiker (Piano, Komposition)
- Tixier, Edward L. (1929–1999), US-amerikanischer Offizier, Generalleutnant der US Air Force
- Tixier, Pierre (1918–1997), französischer Bryologe
- Tixier, Scott (* 1986), französischer Jazzmusiker
- Tixier, Tony (* 1986), französischer Jazz-Pianist
- Tixier-Vignancour, Jean-Louis (1907–1989), französischer Anwalt und Politiker, Mitglied der Nationalversammlung